# Ichthyophis garoensis
Espèce
Synonymes
- Ichthyophis husaini Pillai & Ravichandran, 1999

Statut de conservation UICN

 DD  : Données insuffisantes
Ichthyophis garoensis est une espèce de gymnophiones de la famille des Ichthyophiidae.

## Répartition
Cette espèce est endémique d'Inde. Elle se rencontre vers 100 m d'altitude dans les Garo Hills au Meghalaya et en Assam.

## Étymologie
Son nom d'espèce, composé de garo et du suffixe latin -ensis, « qui vit dans, qui habite », lui a été donné en référence au lieu de sa découverte.

## Publication originale
- Pillai & Ravichandran, 1999 : Gymnophiona (Amphibia) of India. A taxonomic study. Records of the Zoological Survey of India. Occasional Paper, vol. 172, p. 1-117.